# Deutsche Tischtennis-Meisterschaft 1986
Die 54. nationale Deutsche Tischtennis-Meisterschaft fand vom 28. Februar bis 2. März 1986 in Stadtallendorf in der Herrenwaldhalle statt.
Bei dieser DM begann die deutsche Karriere der früheren rumänischen Nationalspielerin Olga Nemes, die nun für Deutschland die Spielberechtigung erhalten hatte. Auf Anhieb siegte sie in allen Sparten, sowohl im Einzel als auch im Doppel mit Judith Stumper und noch im Mixed mit dem ebenfalls aus Rumänien stammenden Josef Böhm. Beim Herreneinzel verteidigte dessen Bruder Georg Böhm seinen Vorjahrestitel, dies gelang auch dem Herrendoppel Ralf Wosik/Cornel Borsos, das sich wie 1985 erneut im Endspiel gegen Wilfried Lieck/Manfred Nieswand behauptete.
Vorjahressiegerin Susanne Wenzel war durch eine Rückenverletzung gehandicapt. 
Insgesamt 5.500 Zuschauer verfolgten die Spiele. Am Schlusstag war die Halle mit 2.600 Interessierten ausverkauft.
| Platz | Herreneinzel   | Dameneinzel    | Herrendoppel                      | Damendoppel                        | Mixed                           |
| ----- | -------------- | -------------- | --------------------------------- | ---------------------------------- | ------------------------------- |
| 1     | Georg Böhm     | Olga Nemes     | Ralf Wosik/Cornel Borsos          | Olga Nemes/Judith Stumper          | Josef Böhm/Olga Nemes           |
| 2     | Ralf Wosik     | Susanne Wenzel | Wilfried Lieck/Manfred Nieswand   | Susanne Wenzel/Anke Schreiber      | Jörg Roßkopf/Anke Schreiber     |
| 3     | Jürgen Rebel   | Katja Nolten   | Claus Mattern/Matthias Bluhm      | Ilka Böhning/Annette Greisinger    | Reinhard Sefried/Judith Stumper |
| 3     | Peter Stellwag | Anke Schreiber | Hans-Joachim Nolten/Abris Lelbach | Heidrun Woltjen/Barbara Zimmermann | Jürgen Rebel/Susanne Wenzel     |

In den Einzelwettbewerben wurden drei Gewinnsätze ausgespielt, in den Doppelwettbewerben dagegen nur zwei Gewinnsätze. 

## Wissenswertes
- Olga Nemes blieb im Einzel ohne Satzverlust.
- Unerwartet schied das Doppel Georg Böhm/Josef Böhm bereits in der ersten Runde gegen Hans-Joachim Nolten/Abris Lelbach aus.
- Viele Tischtenniskenner waren überrascht, dass Hans-Jürgen Fischer und Barbara Puschmann das Viertelfinale erreichten.
- Für Peter Engel war in allen Wettbewerben bereits nach der zweiten Runde Schluss.
- Franz-Josef Hürman, 36 Jahre alt, nahm erstmals an einer DM teil.
- Peter Franz war mit 14 Jahren der jüngste männliche Teilnehmer, genauso alt waren Nicole Struse und Cornelia Faltermaier.
- Agnes Simon verließ das Turnier vorzeitig wegen einer Rückenverletzung.